# Delusions of Grandeur
Delusions of Grandeur è l'album di debutto del duo musicale statunitense Fleming and John pubblicato nel 1995.

## Tracce
1. I'm Not Afraid - 3:13
2. Break the Circles - 3:01
3. Delusions of Grandeur - 3:45
4. Love Songs - 4:33
5. Letters In My Head - 3:56
6. Rain All Day - 4:36
7. 6,570 - 4:39
8. Bad Reputation - 4:04
9. Hanging On a Notion - 4:04
10. A Place Called Love (Intro) - 1:00
11. A Place Called Love - 3:00